# رادیو نجوم اف‌ام

رادیو نجوم اف‌ام (به عربی: إذاعة نجوم FM) نخستین رادیوی ویژه مصر است.
برنامه‌های آن شامل موسیقی برای جوانان هم می‌شود.
معروف‌ترین برنامهٔ آن من و نجوم (أنا والنجوم) است که توسط اسامه منیر برگزار می‌شود. 
رادیو نجوم اف‌ام بخشی است از مجموعه جود نیوز که ریاست آن را عمادالدین ادیب، سردبیر روزنامه مصری العالم الیوم بر عهده دارد.
این رادیو در فرکانس 100.6 FM قابل دریافت است.